# Skillhouse
Skillhouse é um filme americano de terror slasher de 2025, dirigido e roteirizado por Josh Stolberg. O filme é uma sátira da cultura de influenciadores digitais, estrelado por Curtis "50 Cent" Jackson, o influenciador Bryce Hall, Neal McDonough e Hannah Stocking.
Antes de sua estreia, o filme ganhou notoriedade por uma disputa legal envolvendo seu astro e produtor, 50 Cent, que tentou impedir o lançamento do longa.

## Enredo
A trama acompanha um grupo de influenciadores digitais que são levados para uma mansão isolada para competir em uma espécie de reality show. No local, eles descobrem que estão presos em um jogo mortal transmitido ao vivo, onde devem participar de desafios violentos que lembram a franquia Jogos Mortais. A cada rodada, o participante que falha em obter engajamento suficiente do público é eliminado de forma brutal. O filme explora a busca desesperada por fama e a natureza sombria da cultura de influenciadores.

## Elenco
- Curtis "50 Cent" Jackson
- Bryce Hall
- Hannah Stocking
- Neal McDonough
- Leah Pipes
- Paige VanZant

## Produção

### Disputa legal com 50 Cent
Em julho de 2025, poucos dias antes da data de estreia do filme, Curtis "50 Cent" Jackson processou o produtor Ryan Kavanaugh e sua empresa, GenTV. O rapper alegou que o acordo para sua participação no filme nunca foi finalizado e que ele não havia sido pago por seu trabalho. Ele entrou com um pedido na justiça para impedir o uso de sua imagem e para bloquear o lançamento do filme. Um juiz, no entanto, negou o pedido de liminar, permitindo que o filme fosse lançado na data programada enquanto a disputa contratual prosseguia.

## Lançamento
O filme teve sua estreia no Festival Sundance de Cinema em 24 de janeiro de 2025, e foi lançado nos cinemas dos Estados Unidos em 11 de julho de 2025, com distribuição pela Fathom Entertainment. A data de lançamento foi anunciada em 31 de março de 2025.

## Recepção
A recepção crítica ao filme foi negativa. Em sua análise para o site Collider, Chase Hutchinson deu ao filme a nota "D", descrevendo-o como "depravado" e uma "imitação de Jogos Mortais para influenciadores". A crítica apontou que, embora o filme tente satirizar a cultura da fama online, ele acaba se tornando "tão vazio quanto aquilo que critica". O roteiro e as atuações foram descritos como fracos, e o filme foi considerado uma experiência "miserável e sem alegria", que falha em sua tentativa de ser um terror inteligente.